# Вальтер, Сергей Георгиевич
Сергей Георгиевич Вальтер (укр. Сергій Георгійович Вальтер; 21 января 1958, Мелитополь, Запорожская область — 25 февраля 2015, там же) — секретарь Мелитопольского горсовета (2002—2010), Городской голова Мелитополя (2010—2015).

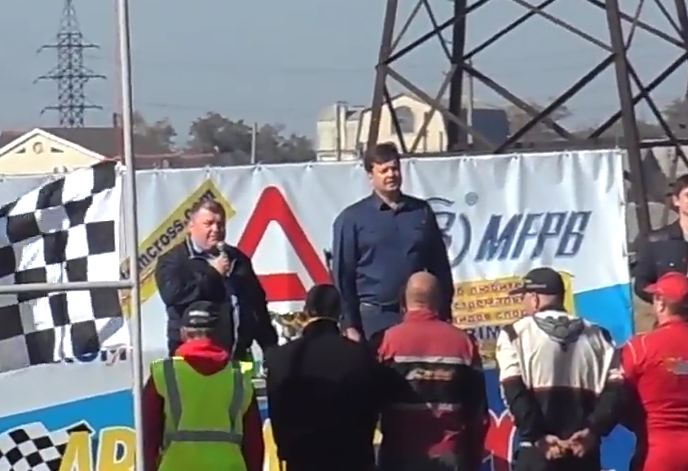

## Биография
В 1975 году окончил мелитопольскую среднюю школу № 11, в 1976—1980 годах работал водителем на мелитопольском предприятии «Сельхозтехника», а в 1980—1981 годах старшим приёмщиком вагонов на станции Мелитополь. По другой информации (опубликованной на его предвыборных листовках), в это время Вальтер был на срочной службе в армии. Наконец, существует официально не подтверждённая версия, по которой в 1976—1979 годах Вальтер отбыл 2 срока тюремного заключения в Бердянской колонии за хищение государственного имущества.
По официальным данным, в 1986 году окончил Уральский политехнический институт по специальности «Литейное производство цветных металлов». По другим данным, его диплом о высшем образовании является поддельным, а в период с 1981 по 1986 год Сергей Вальтер отбыл ещё 2 судимости.
С 1986 по 1991 год работал водителем на мелитопольском заводе им. 23 Октября. Затем руководил несколькими частными предприятиями Мелитополя: ООО «ВАКУ» (заместитель директора, 1991—1996; по альтернативной версии биографии, опубликованной в предвыборных листовках, в это время Вальтер ещё продолжал работать на заводе им. 23 Октября), ООО «Мечта» (директор, 1996—2002), ООО «АПК „Валком-трейд“» (генеральный директор, 2001—2002).
В 2001 году Сергей Вальтер вступил в Партию регионов. В 2002 году был избран в Мелитопольский горсовет, и занимал должность секретаря в горсоветах 4-го (2002—2006) и 5-го (2006—2010) созывов. 4 ноября 2002 года на него было совершено покушение, но от взрыва пострадали только 2 исполнителя покушения. В 2004 году ООО «Мечта», владельцем которого являлся Вальтер, было вовлечено в скандал вокруг приватизации базы отдыха «Яхта».
В 2004 году Сергей Вальтер получил диплом Мелитопольского государственного педагогического университета по специальности «Физическая культура», а в 2007 году — Днепропетровского регионального института государственного управления по специальности «Государственное управление».
20 августа 2010 года от полученных в ДТП травм скончался городской голова Мелитополя Дмитрий Сычёв и 27 августа решением сессии горсовета Сергей Вальтер был назначен исполняющим обязанности городского головы. На местных выборах 31 октября 2010 года Вальтер одержал уверенную победу, набрав 37,9 % голосов (следующий кандидат — 16,3 %), и 9 ноября 2010 года вступил в должность городского головы Мелитополя.
Находясь на посту городского головы, Сергей Вальтер прикладывал много усилий для привлечения инвестиций в развитие мелитопольской промышленности: был создан инвестиционный портал Мелитополя, велось много переговоров с зарубежными инвесторами, принимались иностранные делегации, представители городской власти ездили в зарубежные командировки, расширялись партнёрские отношения с зарубежными городами. Другим приоритетом городской власти было благоустройство города. Вкладывая в него значительную часть бюджетных средств, горсовет заметно продвинулся в решении коммунальных проблем, сохранявшихся годами. Наиболее заметными результатами этой программы стали ремонт дорог и восстановление уличного освещения.
8 февраля 2013 года решением суда Сергей Вальтер отстранён от должности городского головы.
25 февраля 2015 года найден повешенным в своём доме. Дело о смерти мелитопольского городского головы расследуется по статье «умышленное убийство», при том, что судмедэксперты склоняются к версии о суициде. По данным пресс-центра УВД Запорожской области, информация по этому делу внесена в ЕРДР по ч. 1 ст. 115 Уголовного кодекса Украины (Умышленное убийство).
Гособвинитель Денис Корх заявил, что после получения следствием заключения о смерти дело в отношении Сергея Вальтера будет закрыто.
В пятницу 27 февраля горожане простились с трагически скончавшимся городским головой Сергеем Вальтером. Гражданская панихида прошла в ДК в им. Т. Шевченко.
26 апреля 2015 года в память о Сергее Георгиевиче провели Мотокросс.

### Судебный процесс
В 2012 году было начато негласное расследование и гласное следствие по делу ОПГ, а в 2013 году Сергей Вальтер был обвинён в коррупции и создании в Мелитополе организованной преступной группировки и временно отстранён от исполнения обязанностей городского головы. На суде ключевые свидетели отказались от ранее данных показаний против Вальтера. 13 декабря этого же года мелитопольские регионалы провели городскую партконференцию под председательством Сергея Вальтера.
Процесс 2013 года

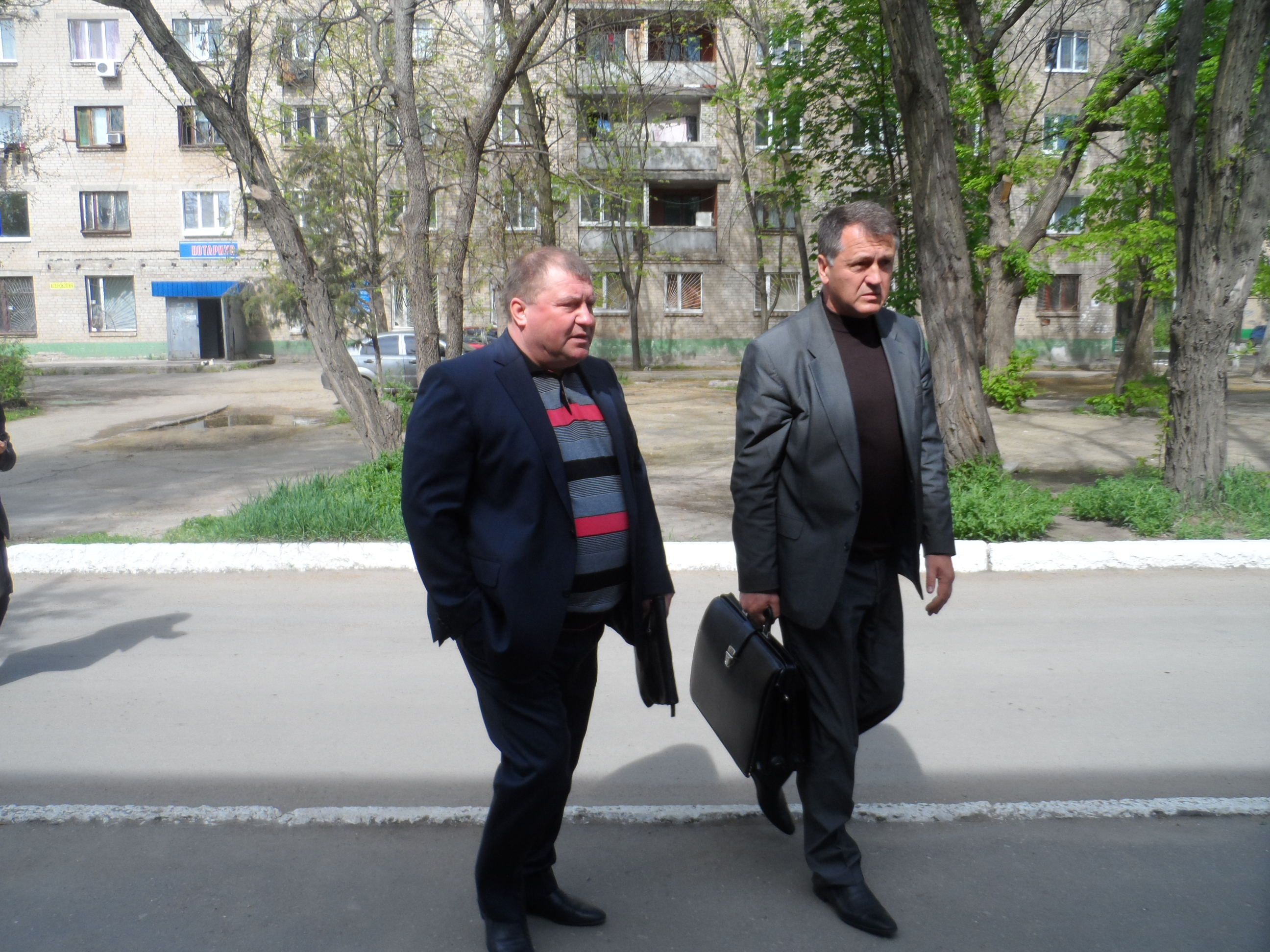
Сергей Вальтер и его адвокат Александр Еременко

- 12 февраля — произошёл обыск, правоохранители обыскали служебный кабинет и жильё городского головы Мелитополя Сергея Вальтера, после чего выдвинули ему и его замам ряд обвинений[22][23].
- 9 апреля — Сергей Вальтер должен был вернуться в своё кресло, но расследование преступлений, ходатайство следователей о продлении сроков отстранения городского головы от должности ещё на два месяца продлили суд[24].
- 16 апреля — человек из окружения Сергея Вальтера согласился сотрудничать со следствием[25].
- 18 апреля — Сергея Вальтера, обвинённого в вымогательстве, отпустили на свободу за 1,5 млн гривен.[26].
- 8 мая — Суд не вернул Сергея Вальтера в кресло городского головы и отклонил и другие ходатайство его защитников и продлил срок отстранения от должности С. Вальтера ещё на два месяца[27].
- 23 мая — состоялось очередное заседание, по делу об обвинении городского головы Мелитополя и его подчиненных в создании организованной преступной группы. В акте, подписанном старшим прокурором прокуратуры Запорожской области Мариной Колесник, мэр Сергей Вальтер, его бывшие замы Леонид Василенко и Алексей Козлов, бывшие начальник транспортного сектора горисполкома и директор КП «Мелитопольский асфальтобетонный завод» Иван Чаусов рассматриваются как организованная преступная группа.
- 21 июня — выяснилась слежка за Сергеем Вальтером[28].
- 19 июля — защитник Сергея Вальтера, адвокат Александр Ерёменко, подал ходатайство коллегии судей о вызове в свидетели старого товарища мелитопольского городского головы, гражданина России Владимира Сергиенко[29].
- 2 августа — для дачи свидетельских показаний взошел экс-начальник отдела кадров Мелитопольского исполнительного комитета городского совета Владимир Сиващенко[30].
- 22 октября — городской голова Сергей Вальтер в зале Мелитопольского горрайонного суда заявил, что его оговорил бывший заместитель Леонид Василенко[31].
- 19 декабря — в горрайонном суде сотрудниками прокуратуры были затребованы звукозаписи и стенограмма допроса свидетеля в судебном заседании по делу мелитопольской ОПГ, бывшего директора КП «Чистота-2», Ивана Евтухова[32]. Также процесс затянулся судебное разбирательство на неопределенный период[33].

Процесс 2014 года

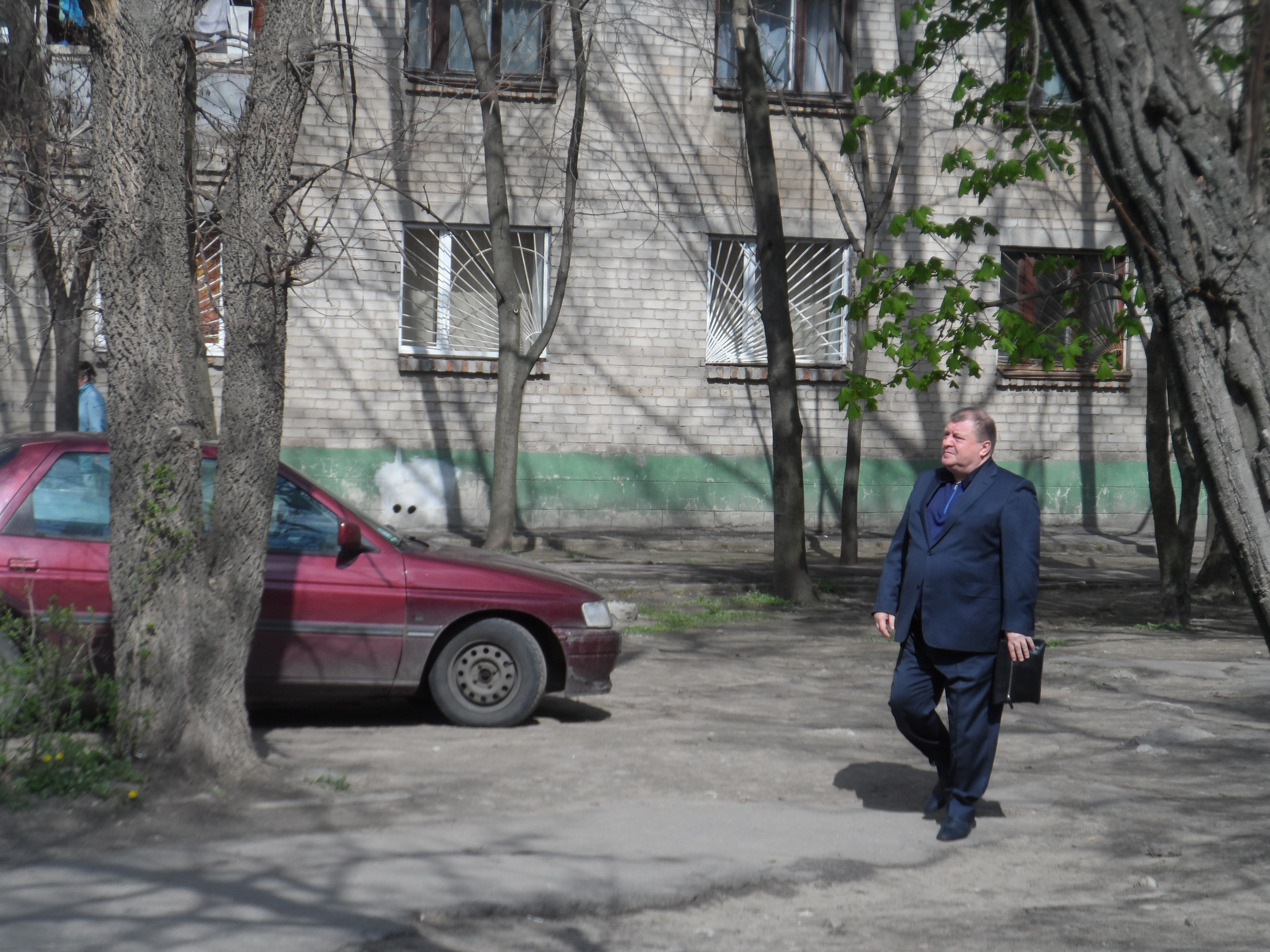
Идёт в суд

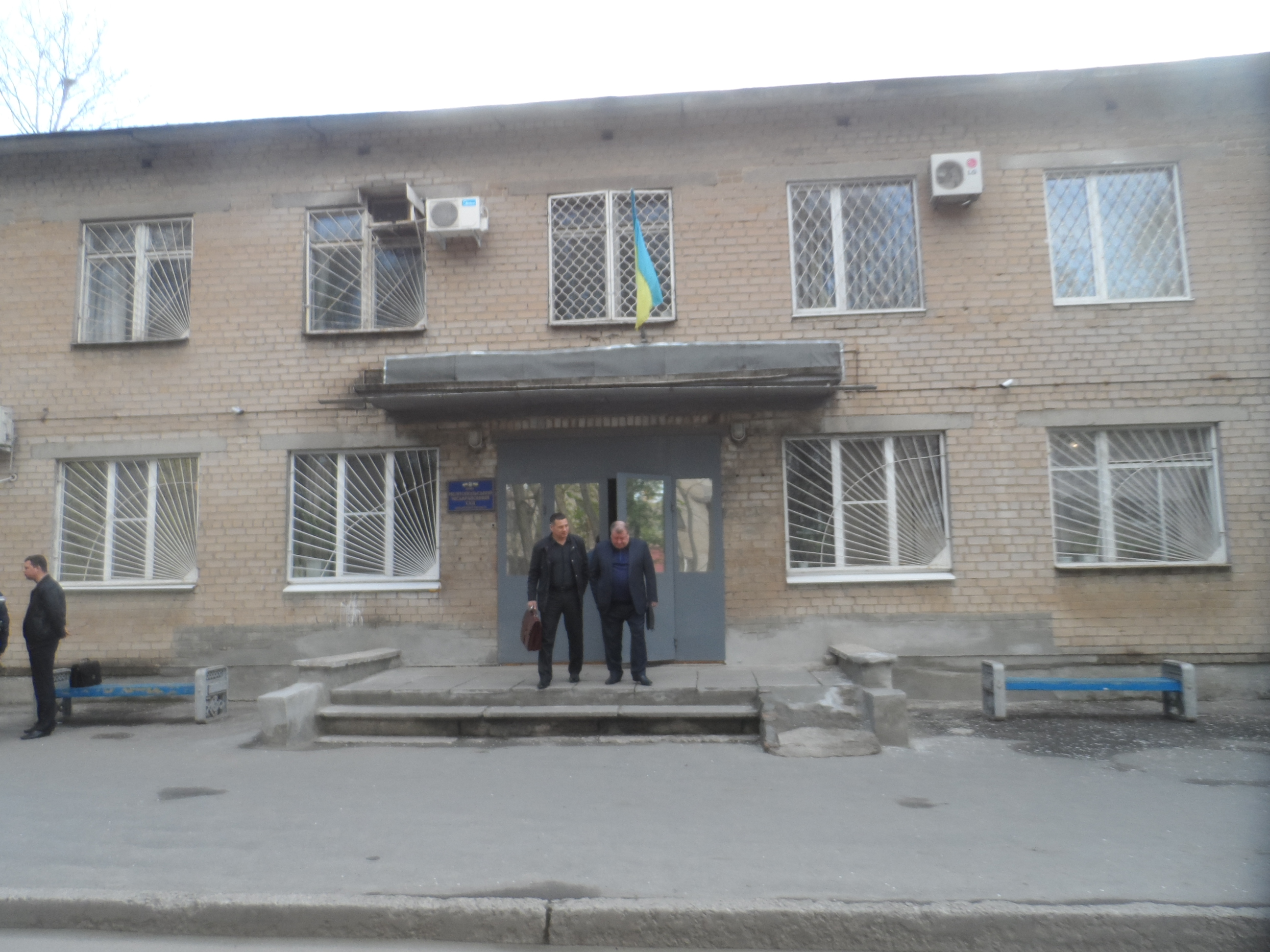
Возле суда

- 02 января — затянулось уголовное дело Мелитопольского ОПГ во главе с городским головой из-за болезни главного фигуранта[34].
- 11 января — сразу на двух украинских порталах — «Трибуна народа» и «Хай вей» появилась публикация под названием «О четырежды судимом Мелитопольском городском голове Сергее Вальтере»[35].
- 17 января — Артур Полячонок, на одной из сессий горсовета обнародовал целый список грехов Сергея Вальтера и его команды[36].
- 18 января — установленные на крыше медицинского учреждения солнечные батареи Сергеем Вальтером дали заметный экономический эффект лишь в июле 2013 года. Солнечная батарея не только не экономила деньги роддома, но и стала дополнительным источником его расходов[37].
- 20 января — судья Виктор Фомин сообщил участникам процесса о том, что запорожский судмедэксперт обратился в суд с просьбой продлить срок проведения экспертизы до 23 января[38].
- 21 января — закон о заочном судебном производстве вступил в силу 22 января. Следовательно, городского голову Мелитополя Сергея Вальтера, обвиняемого по целому ряду серьёзных уголовных статей, могут судить заочно[39].
- 29 января — сотрудники ОБОП не смогли доставить Сергея Вальтера в суд, потому что он с высоким давлением был помещён в реанимацию Запорожской областной больницы[40].
- 25 февраля — Сергея Вальтера отстранили от исполнения обязанностей[41][42].
- 19 марта — были вызваны споры в суде протоколы, которые обвинение оглашало как доказательства. За Л. Василенко и С. Вальтером оперативниками был установлен аудио- и видеоконтроль, благодаря которому они узнали, о чём вел разговор градоначальник с освобожденным из-под стражи коллегой.
- 3 апреля — адвокат Ивана Чаусова, Павел Дадонов, вновь не смог явиться в суд. Чаусов просил суд отложить заседание. Председательствующий судья Виктор Фомин не стал лишать обвиняемого права на защиту и дал возможность[43].
- 15 апреля — защитник Сергея Вальтера обратился в суд ходатайством, в связи семейными обстоятельствами, у Александра Еременко умерла мама, и причины отсутствия адвоката, исключительно с учётом человеческого фактора, судейская коллегия приняла решение заседание по делу мелитопольской ОПГ перенести на 22 апреля, на 10 часов[44].
- 22 апреля — принято два ходатайства, о продлении срока отстранения подсудимого мэра Сергея Вальтера от занимаемой должности до 12 июля, и до 5 июля без разрешения суда С. Вальтер не сможет покидать пределы Мелитополя. Что же касается загранпаспорта подсудимого, то срок его действия истек, то есть необходимости лишать его владельца нет.
- 23 апреля — после рассмотрения ряда ходатайств суд перешел к изучению вещественных доказательств[45]. Среди них и документов, характеризующих подсудимых — характеристика на Ивана Чаусова, а также ведомости о судимостях Сергея Вальтера. Это возмутило адвоката Сергея Коломийца, который сообщил, что все судимости Вальтера уже погашены, и значит, что его подзащитный считается по Закону не судимым. В этот же день в суде было оглашено содержание документов, которые были изъяты при обыске в исполкоме. В суде отсутствовал адвокат Олег Зубов. А также трое потерпевших.
- 24 апреля — в 10.30 было начато очередное судебное заседание по делу мелитопольской ОПГ. Мэр Сергей Вальтер и четыре бывших чиновника горисполкома обвиняются в совершении ряда серьёзных преступлений, за которые УК предусмотрены не менее серьёзные сроки заключения и конфискация имущества. 23 апреля после оглашения в судебном заседании прокурором Денисом Корхом списка, принадлежащего подсудимым имущества, оказалось, что у обвиняемого Сергея Вальтера его нет, только его в активной деятельности имелся один земельный участок. Процессуальный прокурор Денис Корх продолжил оглашение письменных вещественных доказательств, которые были изъяты при обыске в мелитопольском горисполкоме. Суд проходил в отсутствие троих потерпевших — Туминского, Латоши и Ткача. Во второй части судебного заседания по делу мелитопольской ОПГ, процессуальный прокурор Денис Корх опять оглашал содержание документов, изъятых во время обыска из кабинета экс-заместителя городского головы Леонида Василенко.
- 25 апреля — Было зачитано обращение водителей КП «Чистота-2»[46], адресованное мэру Сергею Вальтеру, изъят документ был в кабинете Л. Василенко. Маршрутники жаловались на директора КП Артема Кологойду, оттого, что тот требуют больше выручки, что не вовремя проводятся техосмотры и медосмотры, и тех, кто недоволен, увольняют. На документе не было входящего номера, и резолюции, прокурор посчитал это укрывательством. Также были оглашены следующие документы: договора перевозчикам, по тарифам, регистрации договоры по маршруту, документы по транспортным средствам.
- 28 апреля — процессуальный прокурор Денис Корх оглашал документы, изъятые при обыске на КП «Мелитопольский асфальтобетонный завод»[47].
- 30 апреля — процессуальный прокурор Денис Корх представил суду доказательства, которые были изъяты при обысках в исполкоме, КП «МАБЗ», КП «Чистота-2», и т. д. Суд принял переданные прокурором вещественные доказательства на рассмотрение и дал возможность с ними ознакомиться участникам процесса[48].
- 14 мая — прокурор Денис Корх сообщил, что в связи с новыми доказательствами, предоставленными суду, возникла необходимость в изменении обвинительного заключения. Как заметил судья Виктор Фомин, изменение обвинения возможно как в сторону смягчения, так и в сторону ужесточения статей обвинения. Новый обвинительный акт прокурор предоставит на следующем судебном заседании, которое состоится 5 июня[49].
- 5 июня — в Мелитопольском горрайонном суде процессуальный прокурор Денис Корх зачитал новое обвинение, предъявленное в отношении чиновников городской мэрии, которые проходят по делу организованной преступной группировки. Степень обвинения прокуратура ужесточила[50].
- 5 августа — в 14.00 должно было начаться судебное заседание по делу мэра. Однако из-за опоздания Александра Величко, адвоката Виктора Кирилюка, оно началось на час позже. Следующее заседание должно состояться 15 августа в 11.00.
- 16 декабря — мэра госпитализировали в кардиологию 2-й горбольницы в состоянии средней степени тяжести, у Сергея Георгиевича — гипертонический криз. По мнению медиков, для выздоровления градоначальнику понадобится до двух недель.
- 25 декабря — судебное заседание по делу мэра вновь не состоялось. Нанятый Виктором Кирилюком адвокат традиционно не явился. Суд, как и раньше, назначил ему адвоката от государства на один день.

### Награды
- Орден Святого Владимира IV степени[3].
- Орден Михаила Грушевского[3].
- Медали I, II, III степени «За заслуги» Украинского союза ветеранов Афганистана[3].